# Schnitt (Darstellung)

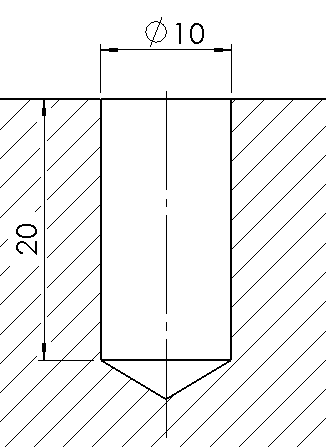
Schnittzeichnung im Maschinenbau: Sackbohrung von der Seite

Eine Schnittzeichnung bzw. Schnittdarstellung, kurz Schnitt ist eine Darstellungsform in technischen Zeichnungen, welche einen Gegenstand oder Körper, Bauteile und Gebäude in gedachter Durchschneidung darstellt. Je nach Schnittebene werden die Zeichnungen als Längs- oder Querschnitt bezeichnet, seltener auch ein Grundriss als Grundrissschnitt.

## Funktion
Eine Schnittzeichnung dient dazu, verdeckte innenliegende Konturen, Materialien und Strukturen eines Körpers zu zeigen. Gegebenenfalls müssen unterschiedliche Schnitte durch einen Körper gelegt werden, um alle relevanten Einzelheiten in mehreren Schnittflächen darstellen zu können.

## Einsatzbereiche

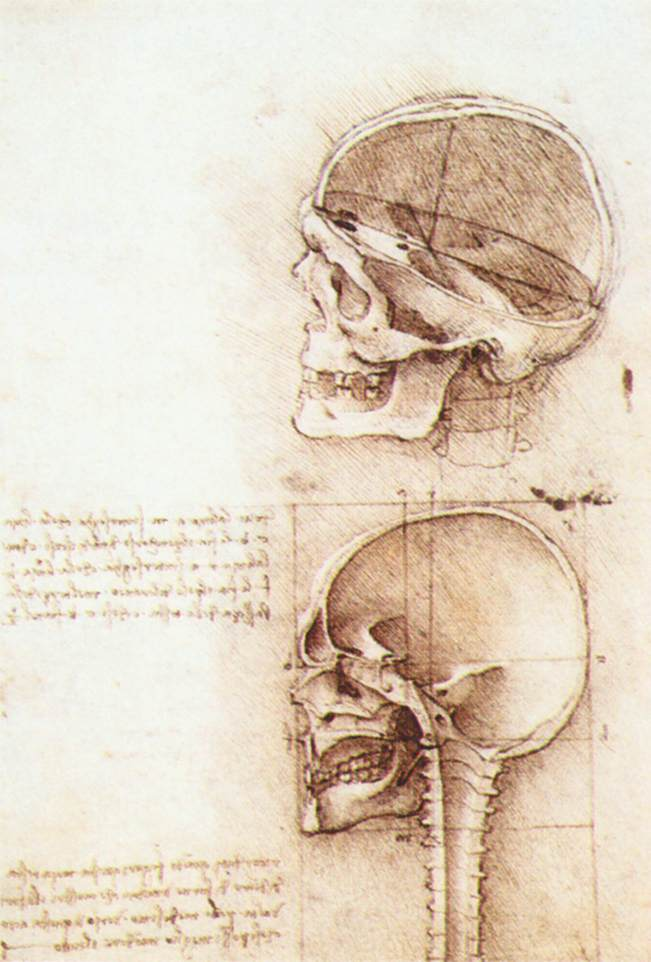
Schnittdarstellungen des menschlichen Schädels durch Leonardo da Vinci

Schnittzeichnungen und -darstellungen kommen in vielen Bereichen zum Einsatz. Beim technischen Zeichnen bei der Darstellung von Bauelementen und Bauteilen im Maschinenbau oder im Bauwesen (Hochbau, Tiefbau); bei der Darstellung von Gebäuden in der Architektur; bei der anschaulichen Darstellung von Geräten und Maschinen für Laien; in der Science-Fiction-Szene, wo Fans oder Autoren fiktive Raumschiffe und Raumstationen darstellen; in der Biologie bei der Darstellung des Aufbaus von Flora und Fauna; bei der Darstellungen der Schichten im Boden in Geologie und Archäologie; in der Anatomie (wie bei Leonardo da Vinci, der bereits detaillierte transversale, longitudinale und schräge Schnitte als graphisches Lehrmittel einsetzte); in der Medizin zur tomographischen Bildgebung des menschlichen Körpers und so weiter.

## Darstellung

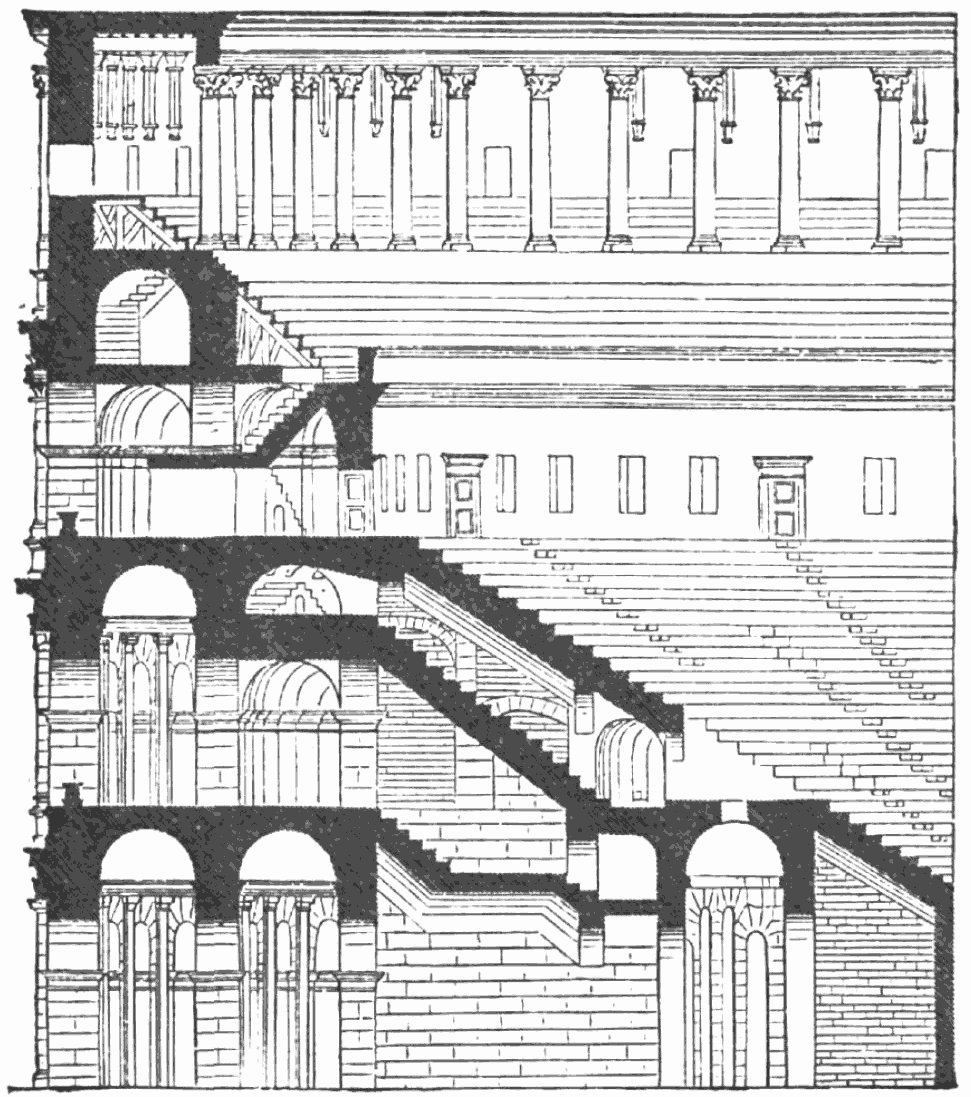
Klassische Schnittdarstellung eines Gebäudes, hier mit hineinprojizierter Ansicht der rückwärtig anschließenden Bereiche (Kolosseum)

Bei klassischen Schnittzeichnungen werden die Schnittkanten dicker dargestellt als die Konturen der Elemente, die man in der Ansicht sieht. Die Schnittflächen werden oft flächig oder mit Schraffuren gefüllt. Je nach Einsatzbereich gibt es verschiedene Regeln für Schnittzeichnungen.
Im Maschinenbau zum Beispiel gelten für die Darstellung von geschnittenen Gewinden, Bohrungen und Passungen genauso wie für deren Bemaßung besondere Regeln.
Konventionen gelten ebenso im Bauwesen. Für die Darstellung der Bauzeichnungen im amtlichen Bauantragsverfahren gelten Vorschriften (Bauvorlagenverordnung).
Wenn die Schnittebene durch mehrere Körper verläuft, sind die Schnittflächen durch Schraffuren unterschiedlicher Richtung darzustellen. Zur Kennzeichnung verschiedener Materialien (Metall, Beton, Mauerwerk, Holz, Textilien, Kunststoff u. a.) werden Schraffuren unterschiedlicher Art verwendet (z. B. Linien-, Kreuzlinien-, Strichlinien-, Punktschraffur u. a. in verschiedenen Linienweiten und -abständen sowie Raster und Flächen in unterschiedlichen Grau- oder Farbtönen).
Längs (parallel zur Achse) geschnittene Rotationskörper (z. B. Drehkörper, Pflanzensamen) werden vereinbarungsgemäß als nicht geschnittene Körper (in der Ansicht) dargestellt; deren Achse als Strichpunktlinie. Vor der Schnittebene liegende Kanten oder dahinter liegende, verdeckte Konturen können dargestellt werden, dann mit gestrichelten Linien. Meistens werden die neben dem geschnittenen Teil erkennbare Teile, die hinter der Schnittlinie liegen, (mit sehr dünnen Linien) auch dargestellt. Dort liegende Ansichtsflächen können naturalistisch dargestellt sein – auch fotorealistisch (CAD, Animation).
Dagegen kann eine solche Ansichtszeichnung auch dargestellt werden mit neutral dargestellter Schnittfläche (als durchgehende einheitliche Schraffur, in einer flächigen Füllung oder geschwärzt „Schwarzplan“, „geschwärzter Schnitt“). Dabei sind unterschiedliche Materialien in der Darstellung nicht erkennbar.
Neben den klassischen, zweidimensionalen Schnittzeichnungen gibt es auch perspektivische Zeichnungen, die häufig aus im Computer generierten Modellen heraus erzeugt werden. Sie sind für Laien oft einfacher verständlich. Gelegentlich werden Schnittzeichnungen auch gesprengt, indem einzelne Bereiche zur besseren Übersicht versetzt dargestellt werden und sich damit nicht verdecken. Man spricht dann von Explosionszeichnungen.

### Beispiele

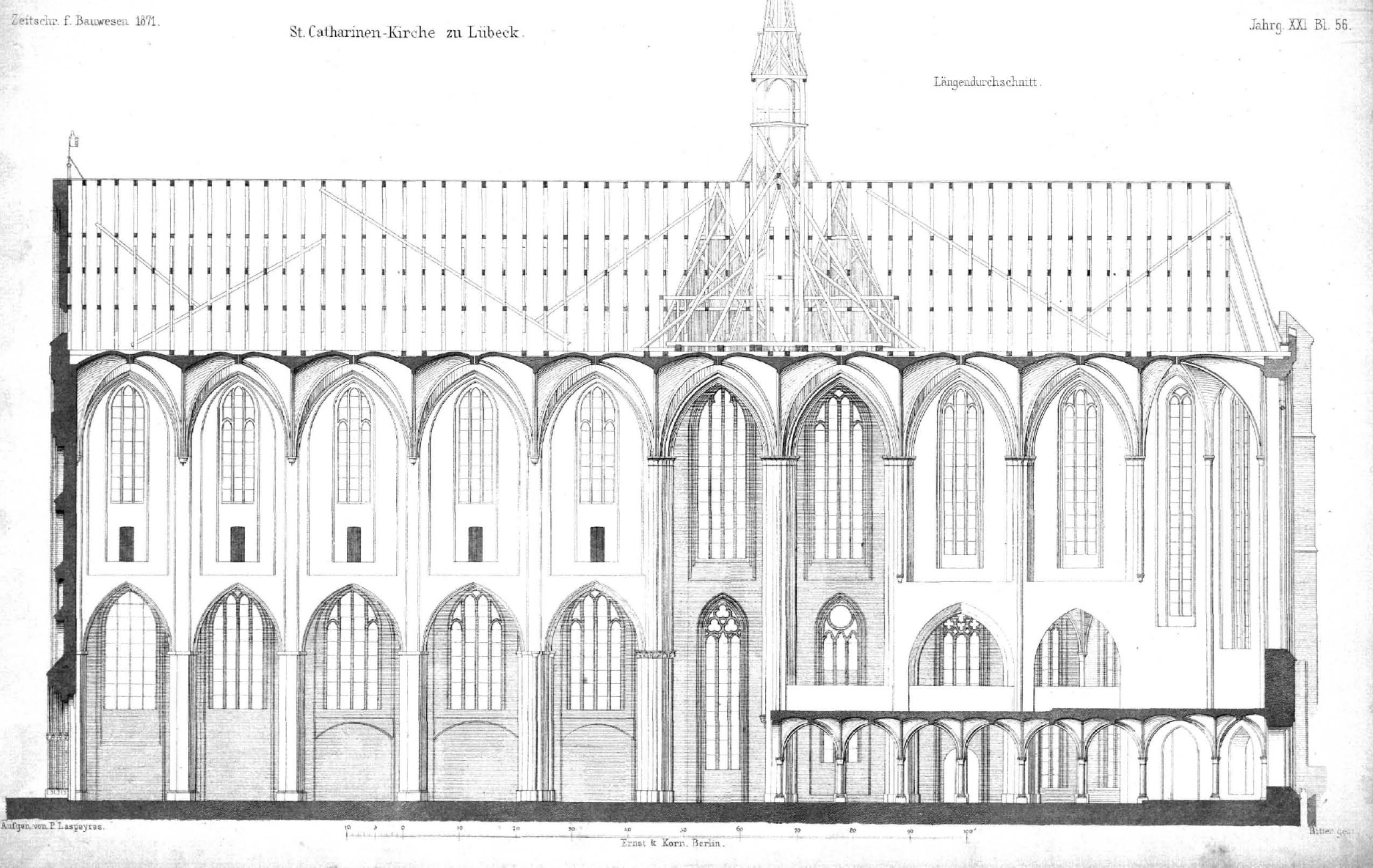
Längsschnitt eines Gebäudes (Katharinenkirche Lübeck)
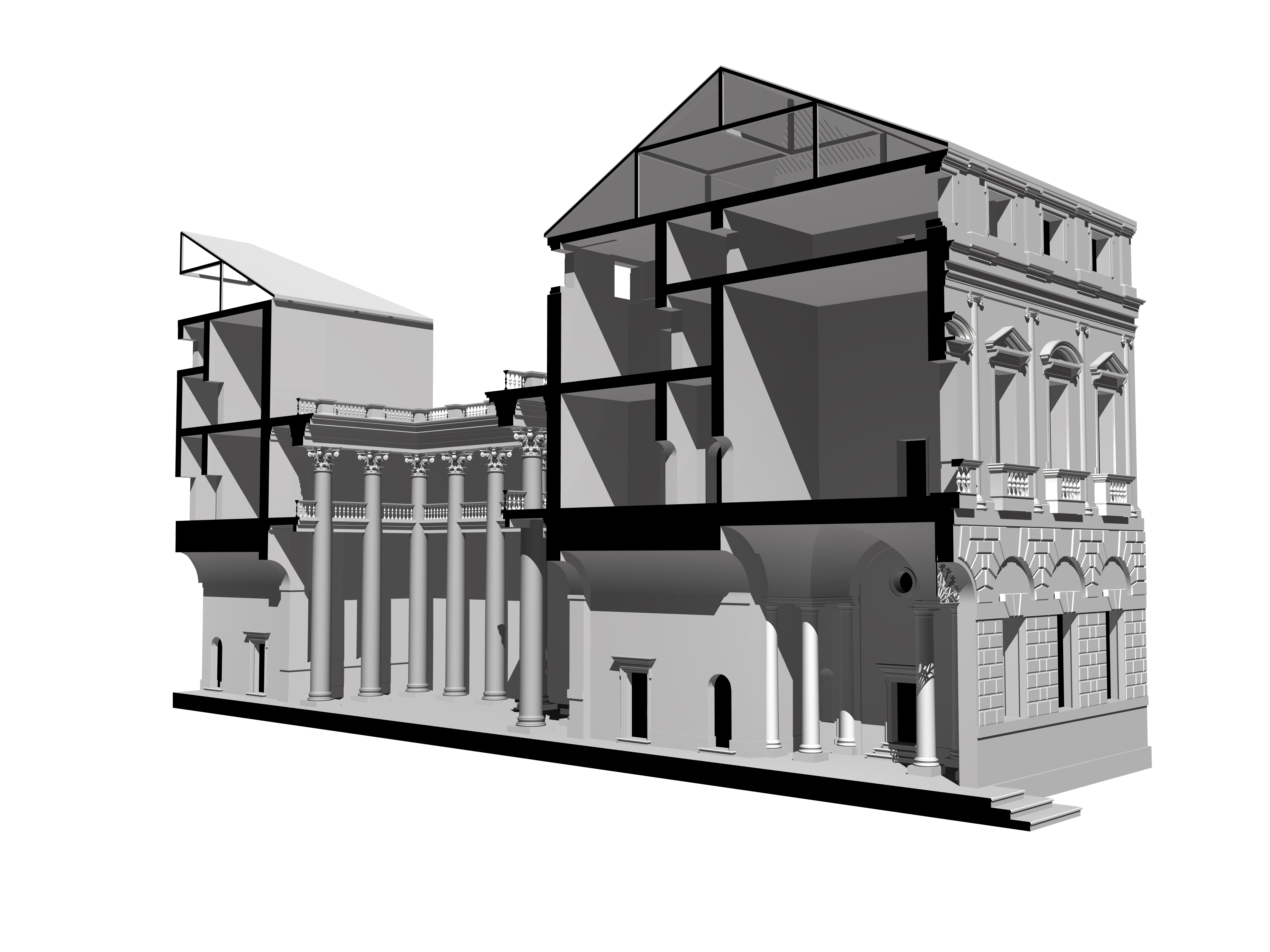
Perspektivische Schnittzeichnung durch ein Gebäude
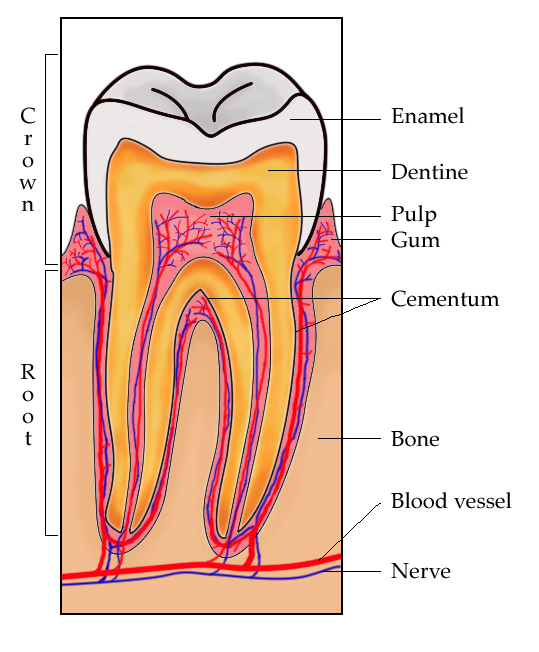
Schnittdarstellung eines Zahnes in der Biologie
Dreidimensionale Schnittzeichnung durch ein Mitochondrium in der Biologie
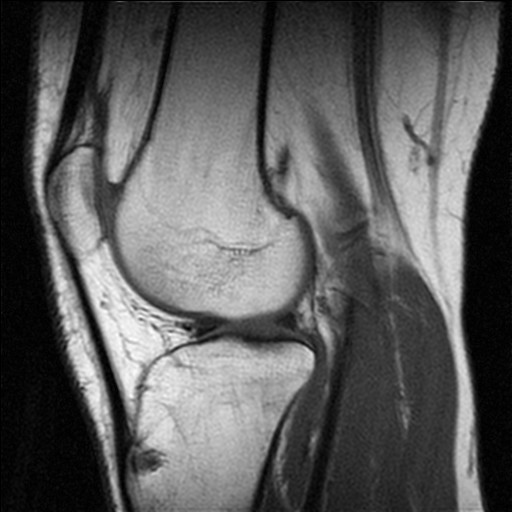
Sagittales Schnittbild eines Kniegelenks durch MRT